# Beyblade: Shogun Steel
Autre
Beyblade: Shogun Steel, connu sous le nom Metal Fight Beyblade Zero-G (メタルファイトベイブレード ZERO-G, Metarufaitobeiburēdo Zero-G) au Japon, est une série de manga écrite et dessinée par Takafumi Adachi. Elle a été prépubliée dans le magazine CoroCoro Comic de l'éditeur Shōgakukan, et deux tomes sont sortis en novembre 2012. La version française est éditée par Kazé depuis novembre 2013.
Elle a été adaptée en anime de 38 épisodes de dix minutes par le studio SynergySP et a été diffusée sur TV Tokyo entre le 8 avril 2012 et le 23 décembre 2012. Sept épisodes supplémentaires sont également sortis en DVD et Blu-ray. En France, elle est diffusée depuis le 6 avril 2013 sur Canal J dans une version comportant 19 épisodes de 20 minutes.

## Synopsis
Beyblade: Shogun Steel se déroule sept ans après Beyblade: Metal Fury et il suit un nouveau personnage, Zyro Kurogane, qui cherche à devenir le meilleur blader du monde, comme Gingka Hagane avant lui. Avec sa toupie Samurai IFRIT W145CF, qui lui a été donnée par Gingka lui-même des années auparavant, Zyro est invaincu dans son village et il décide donc d'y partir. Pour tester sa force, Zyro se rend à Métal Bey City, la ville où vivait Gingka après Khoma. Il rencontre de puissants adversaires qui deviendront ses compagnons de voyage comme Shinobu Hiryuin, Eight Unabara, Kite Unabara, Ren Kurenai, et bien sûr accompagnés de la technicienne Maru !
D'entrée de jeu, Zyro commence à les affronter un à un, mais est surpris par le stadium utilisé, le Stadium Cyclone, qui n'existait pas dans son village. Les combats s'avèrent difficiles, mais grâce à sa détermination, Zyro parvient à gagner la plupart des combats. Mais un nouveau tournoi national, organisé par la WBBA, est sur le point de commencer. Mais une organisation maléfique, la DNA, et ses nombreux bladers, dont le puissant Kira Hayama, tentent de leur barrer la route...

## Personnages

### Personnages
- Akuya Onizaki (Toupie : Archer GARGOYLE SA165WSF)
- Benkei Hanawa
- Blader Gai
- Eight Unabara (Toupie : Pirate OROCHI 145D)
- Gingka Hagane (Toupie : Samurai PEGASUS W105R2F)
- Kikura Gen (Toupie : Pirate KRAKEN A230JSB)
- Kite Unabara (Toupies : Guardian LEVIATHAN 160SB / OROCHI LEVIATHAN 160SB)
- Madoka Amano
- Maru
- Ren Kurenai (Toupie : Thief PHOENIX E230GCF)
- Sakyo Kurayami (Toupie : Ronin DRAGOON LW160BSF / GRIFFIN DRAGOON LW160BSF)
- Shinobu Hiryuin (Toupie : Ninja SALAMANDER SW145SD)
- Takanosuke Shishiya (Toupie : Archer GRIFFIN C145S)
- Tsubasa Otori
- Zyro Kurogane (Toupies : Samurai IFRIT W145CF / SALAMANDER IFRIT W145CF)
- Argo Garcia
- Baihu Xiao (Toupie : Berserker BYAKKO 125S)
- Captain Arrow (Toupie : Archer WYVERN 145WB)
- Doji (Toupie : Phantom FENRIR)
- Enzo Garcia
- Genjuro Kamegaki (Toupie : Bandit GENBU F230TB)
- Ian Garcia
- Karura  (Toupie : Guardian GARUDAS)
- Maître Kira Hayama (Toupies  : Berserker BEHEMOTH SR200BWD / GOLEM BEHEMOTH SR200BWD / Gladiator BAHAMOOTE SP230GF / PEGASUS BAHAMOOTE SP230R2F)
- Sélène Garcia
- Spike Bourne (Toupie : Thief ZIRAGO WA130HF)
- Yoshio Iwayama (Toupies : Bandit GOLEM DF145BS / BEHEMOTH GOLEM DF145BS)

## Manga

### Liste des volumes
| no | Japonais         | Japonais          | Français         | Français          |
| no | Date de sortie   | ISBN              | Date de sortie   | ISBN              |
| -- | ---------------- | ----------------- | ---------------- | ----------------- |
| 1  | 28 août 2012     | 978-4-09-141488-5 | 20 novembre 2013 | 978-2-82031-547-2 |
| 2  | 28 novembre 2012 | 978-4-09-141539-4 | 18 décembre 2013 | 978-2-82031-554-0 |

## Anime

### Doublage
| Personnages         | Personnages         | Voix japonaises   | Voix françaises                                           |
| ------------------- | ------------------- | ----------------- | --------------------------------------------------------- |
| Zyro Kurogane       | Zyro Kurogane       | Nobuhiko Okamoto  | Aurélien Ringelheim                                       |
| Madoka Amano        | Madoka Amano        | Kei Shindou       | Claire Tefnin                                             |
| Benkei Hanawa       | Benkei Hanawa       | Kenta Miyake      | Karim Barras                                              |
| Tsubasa Otori       | Tsubasa Otori       | Miyu Irino        | Didier Colfs                                              |
| Blader Gai          | Blader Gai          | Shintaroo Asanuma | Olivier Prémel                                            |
| Shinobu Hiryuin     | Shinobu Hiryuin     | Kooki Uchiyama    | Pierre Le Bec                                             |
| Kite Unabara        | Kite Unabara        | Takuma Terashima  | Grégory Praet                                             |
| Eight Unabara       | Eight Unabara       | Yuuki Kodaira     | Émilie Guillaume (1ère voix) Stéphane Flamand (2ème voix) |
| Maru                | Maru                | Sumire Morohoshi  | Cécile Florin                                             |
| Ren Kurenai         | Ren Kurenai         | Kanae Oki         | Elsa Poisot                                               |
| Takanosuke Shishiya | Takanosuke Shishiya | Megumi Han        | Thibaut Delmotte                                          |
| Kikura Gen          | Kikura Gen          | Tagamy Hiro       | Sébastien Hébrant                                         |
| Sakyo Kurayami      | Sakyo Kurayami      | Shouma Yamamoto   | Alexandre Crépet                                          |
| Kira Hayama         | Kira Hayama         | Yoshimasa Hosoya  | Romain Barbieux                                           |
| Baihu Xiao          | Baihu Xiao          | Fuyuka Oura       | (1ère voix) Bruno Borsu (2ème voix) Damien Locqueneux     |
| Yoshio Iwayama      | Yoshio Iwayama      | Shintarou Oohata  | Jean-Marc Delhausse                                       |
| Gingka Hagane       |                     | Aki Kanada        | Pablo Hertsens                                            |